# Ta prva bo ta zadnja
Ta prva bo ta zadnja je istrska ljudska pripovedka. Zapisal jo je pisatelj Marjan Tomšič, po ustnem izročilu babic v Slovenski Istri. Prvič je bila objavljena v koledarju Mohorjeve družbe, leta 1994. Najdemo pa jo tudi v knjigi Slovenske pravljice, ki je izšla leta 
2002 v založbi Nova revija. Predvajali so jo tudi na Radiu Slovenija, julija 2002.

## O avtorju
Marjan Tomšič se je rodil leta 1939 v Račah pri Mariboru. Osnovno šolo je obiskoval v Račah in Slivnici, gimnazijo pa v Mariboru. Nato je študiral slavistiko na Filozofski fakulteti v Ljubljani. Kot učitelj in mentor je poučeval v Grahovem pri Cerknici, nato v Istri, in sicer: OŠ Marezige in OŠ Gračišče. Tam je z učenci zapisoval istrske ljudske pripovedke med katerimi je bila tudi pripovedka Ta prva bo ta zadnja. Pod njegovim mentorstvom sta izhajala tudi dva šolska lista: Varda in Bekači. Nekaj časa je bil zaposlen tudi kot časnikar in tudi kot novinar (Radio Koper, Primorske novice, Delo). 

Napisal je veliko uspešnih romanov, omenila bi jih le nekaj in sicer: Ti pa kar greš (avtobiogr. roman, 1987), Kafra (avtobiogr. roman, 1988), Oštrigeca (magična Istra, 1991), Zrno od frmntona (povojna Istra, 2004)… 

Objavil je tudi kar nekaj zbirk novel in črtic, na primer: Kažuni(1990), Onstran(1980), Veter večnosti(1989), Vruja(1994) in nekaj mladinskih del: Frkolini(1998), Katka in Bunkec(2000), Martova velika junaštva(2001)… Predvajano je bilo devetnajst radijskih iger(1977-2001), humoresk in satir. Napisal je dvanajst dramskih tekstov(1960-2001). Po njegovih scenarijih je režiser Koni Steinbacher posnel osemnajst kratkih risank z družbeno-kritično tematiko (Viba film, 1976/77). 
Žanri, smeri in tematika v njegovih delih so: magični realizem, znanstvena in psiho fantastika, satira, humoreska, komedija, groteska, erotične in ljubezenske zgodbe in drugo. Od nagrad naj omenim le nekatere: nagrada Prešernovega sklada za leto 1991, za roman Oštrigeca in zbirko novel Kažuni. Leta 1996 je prejel Kocjančičevo nagrado za istrski ciklus, mednarodno nagrado “Besede brez meja” pa je dobil za mladinsko delo Katka in Bunkec.
Od leta 1986 je samostojni kulturni delavec, umetnik, pisatelj, živi in ustvarja v Istri.
"Od nekdaj me je vznemirjalo vse, kar je bilo neznano, skrivnostno. Za tem sem tipal, to raziskoval," je povedal v enem izmed intervjujev.

## Interpretacija pripovedke
Pripovedka pripoveduje o štirih hudobnih in eni dobri kraljevi hčeri. Je tipična ljudska pravljica, saj se v njej "borita" zlo in dobrota, ljubezen in sovraštvo. Zlo predstavljajo štiri sestre, zadnja, Učka pa dobroto. 
Učka je bila deležna številnih ponižanj in zasramovanja, označena je bila celo za norico, kar pomeni slaboumna, revica. Tako mišljenje so ljudje, celo družina, z izjemo očeta, dobili o njej na podlagi drugačnosti: pogovarjala se je s kamni, rastlinami, živalmi, skalami... Na podlagi tega, je mati ni marala. 
Sestre so bile ljubosumne na njeno lepoto, milino, nedolžnost, zato jim je to materino zavračanje Učke prav prišlo. To so lahko s pridoma izkoriščale, kar je razvidno, ko so ji ukradle košaro polno jagod in jo odnesle materi. Trdile so, da so nabirale samo one, Učka pa je lenarila. Bilo je ravno obratno, a mati je verjela njim. 
Čeprav je bila Učka krhka in drobcena, se skozi pravljico razvije v močno osebo, ki prenese marsikaj. To vidimo, ko se materi kljub njenim klofutam glede jagod, hoče približati vedno znova, čeprav se zaveda, da je ne mara, a kar vstraja. Hoče si pridobiti njeno naklonjenost in ne odneha. Tudi tukaj sestre dosežejo ravno obratno: pahnejo jo v reko.

Učko imata rada le pestunja in oče kralj. Pestunja ji to izkazuje, ko jo z vso močjo brani pred sestrami, oče pa, ko jo brani pred celotno družino.
Pripovedka je zame dokaj kruta in nasilna, zaradi klofutanja, potiskanja... Lahko bi rekli celo, da gre za fizično zlorabo.Polno je neke histerije, živčnosti: besno stiskanje ustnic(kraljica), škrtanje z zobmi(sestre), cviljenje(sestre), krizenje ustnice do krvi(kraljica)...

Zmaga dobrota in tudi konec je srečen, čeprav skozi zgodbo ne kaže na to. Učka odide z gradu s princem pod roko in se z njim tudi poroči. 
Pripovedka je dobila naslov po vzklikih dvornega norčka, ki se glasijo: "Ta zadnja je ta prva, ta prva je ta zadnja!"

## Čas in kraj dogajanja
Čas je neposredno določen, saj pripovedka traja več let. Začne se malo pred Učkinim rojstvom in konča z njenim sedemnajstim letom. Kraj dogajanja je posredno določen. Izvemo, da se dogaja v istrski deželi in sicer na gradu: v grajski kapeli, na grajskem dvorišču in zunaj gradu v gozdu in ob reki.

## Pomen imena Učka
Obstaja več teorij, iz kod bi lahko ime Učka izviralo:
1. Učka je ozek gorski greben nad vzhodno Istrsko obalo in Reškim zalivom. Iz tu lahko sklepamo o njeni tdnosti in volji do lepot življenja. Ni obupala, čeprav je bilo to za pričakovati.
2. Učka je najvišja gora v Istri in se zaradi poraščenosti z gozdovi razlikuje od drugih jadranskih obmorskih gora, kar ponovno kaže na njeno trdnost. Gozdovi lahko simbolizirajo njeno ljubezen do narave, do okolja.
3. Asteroid, ki so ga leta 1996 odkrili v observatoriju Višnjan, je dobil ime Učka. Drugače beseda "asteroid" pomeni grško: kot zvezda. Je trdno nebesno telo v našem Osončju, ki kroži okoli Sonca. Je vrsta malega planeta  in je veliko manjši od planetov. Ta trditev najbolje simbolizira deklico Učko, saj je na zunaj drobna in krha, po veljavi majhna in nepomembna za nekatere, a znotraj trdna in mogočna, pripravljena na premagovanje ovir, ki so ji postavljene na poti življenja. Grški prevod kot zvezda pa lahko povzamemo kot nekaj lepega, sijočega, kar deklica Učka je.

## Književne osebe
Glavna oseba: Učka, ki je "milo, nedolžno dekle," čudovitih oči, poštena, rada ima svojo družino, čeprav ji te ljubezni, razen oče, nihče v družini ne vrača, zanjo je skrbela in jo ščitila pestunja, proglašena za norico, poročila se je s princem iz daljne dežele kljub zaroti matere in sester
Stranske osebe:
Učkine sestre: hudobne, spletkarske, nevoščljive, ki rade nagajajo ob vsaki možni priliki, še posebej najmlajši sestri Učki, rade imajo svojo mati
Mati: kraljica, ima pet hčera, krivična do najmlajše Učke, saj bolj verjame ostalim štirim hčeram 
Oče: kralj, dober mož, pravičen, v pravljici malo omenjen

## Ljudska pripovedka
Pripovedka je ljudska, saj se je z ustnim izročilom prenašala v Slovenski Istri in se tako spreminjala iz roda v rod, dokler ni bila zapisana, leta 1994.

Besedilo je preprosto, a hkrati jezikovno bogato, saj vsebuje številne:
1. okrasne pridevke: lepe vaze, milo bitje, najlepše oči v deželi, umito nebo, bele vijolice...
2. primere ali komparacije: krhka kot zimski cvet, lep ko sonce, bogat kot cesar, rdeča ko češnjica...
3. poosebitve: reka jo je zgrabila in v hipu odnesla, voda jo je neusmiljeno obračala, vsesavala...
4. ljudsko število: pet sester
5. ponavljanja: so čakali, čakali, vse, vse...

Zanjo je značilen tudi srečen konec.Kraj in čas nista natančno določena.